# Caracens
Els caracens (en llatí: caracenes, en grec antic: Καρακηνοὶ) eren una tribu samnita que segon Claudi Ptolemeu vivien a la part més al nord del Samni, tocant amb els Pelignes i els Frentans.
El seu centre era la vall del Sagrus (avui Sangro). La seva ciutat principal era Aufidena, ciutat desconeguda que és probablement la mateixa ciutat o fortalesa esmentada per Joan Zonaràs amb el nom de Caricini, que van conquerir els cònsols Quint Ogulni Gal i Quint Fabi Màxim Rul·lià amb força dificultat. Aquesta ciutat seria l'actual Castel di Sangro.